# Gedó György
Gedó György (Újpest, 1949. április 23. –) olimpiai bajnok ökölvívó, edző.

## Pályafutása
1957-től a Békéscsabai Építők Előre, 1965-től a Magyar Pamut, 1967-től a Budapesti Vasas versenyzője volt. Mindvégig kislégsúlyban, illetve a 48 kg-os súlycsoportban versenyzett. 1968-tól 1980-ig szerepelt a magyar válogatottban. Első jelentős eredménye az 1969-ben Bukarestben szerzett Európa-bajnoki cím, amit az 1971. évi madridi Európa-bajnokságon is meg tudott védeni. A magyar küldöttség tagja volt az 1968. évi mexikóvárosi, az 1972. évi müncheni, az 1976. évi montreali és az 1980. évi moszkvai olimpiai játékokon. Az 1972. évi olimpián bajnoki címet nyert, megszerezve ezzel a nyári olimpiák történetének 101. magyar aranyérmét. Nyolcszor szerzett magyar bajnoki címet, 1968-ban és 1972-ben az év ökölvívójának választották. 1980-tól a Vasas Ökölvívó Szakosztályának edzője volt. Az aktív sportolást az 1980. évi moszkvai olimpia után fejezte be.
Visszavonulása után a Belvárosi Vendéglátó Vállalat üzletvezetője, a Népstadion és Intézményei Vállalat rendésze, majd 1994-től 1995-ig az egri Kordax SE vezetőedzője volt.
2016 januárjától a Magyar Ökölvívó Szövetség szakfelügyelője lett.

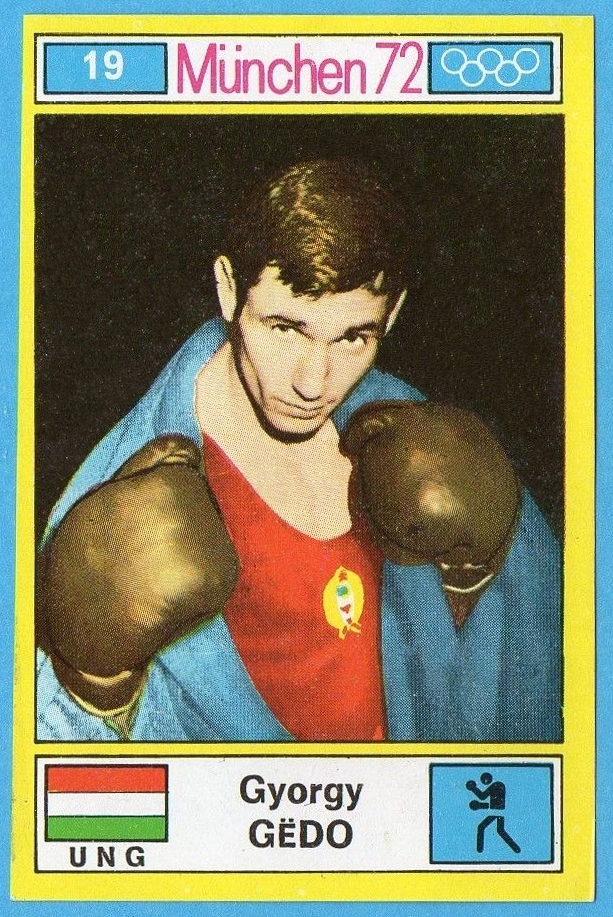
Gedó György 1972 körül

## Sporteredményei
- olimpiai bajnok (1972)
- kétszeres Európa-bajnok (1969, 1971)
- Európa-bajnoki 3. helyezett (1975)
- nyolcszoros magyar bajnok (1968–1973, 1975, 1980)

## Díjai, elismerései
- Az év magyar ökölvívója (1968, 1972)
- Csík Ferenc-díj (2013)
- Zugló díszpolgára (2015)[2]
- Békéscsaba halhatatlan sportcsillaga (2017)[3]